# إستب عربي
الإِسْتِب العَرَبِيّ أو الحُطَيْبَة نوع نباتي يتبع جنس الأُسْتُب والفصيلة اللاذنية، اسمه العلمي Halimium halimifolium.

## الموئل والانتشار
موطن هذا النبات حوض البحر الأبيض المتوسط، حيث ينمو في المناطق الساحلية.